# André Suarès

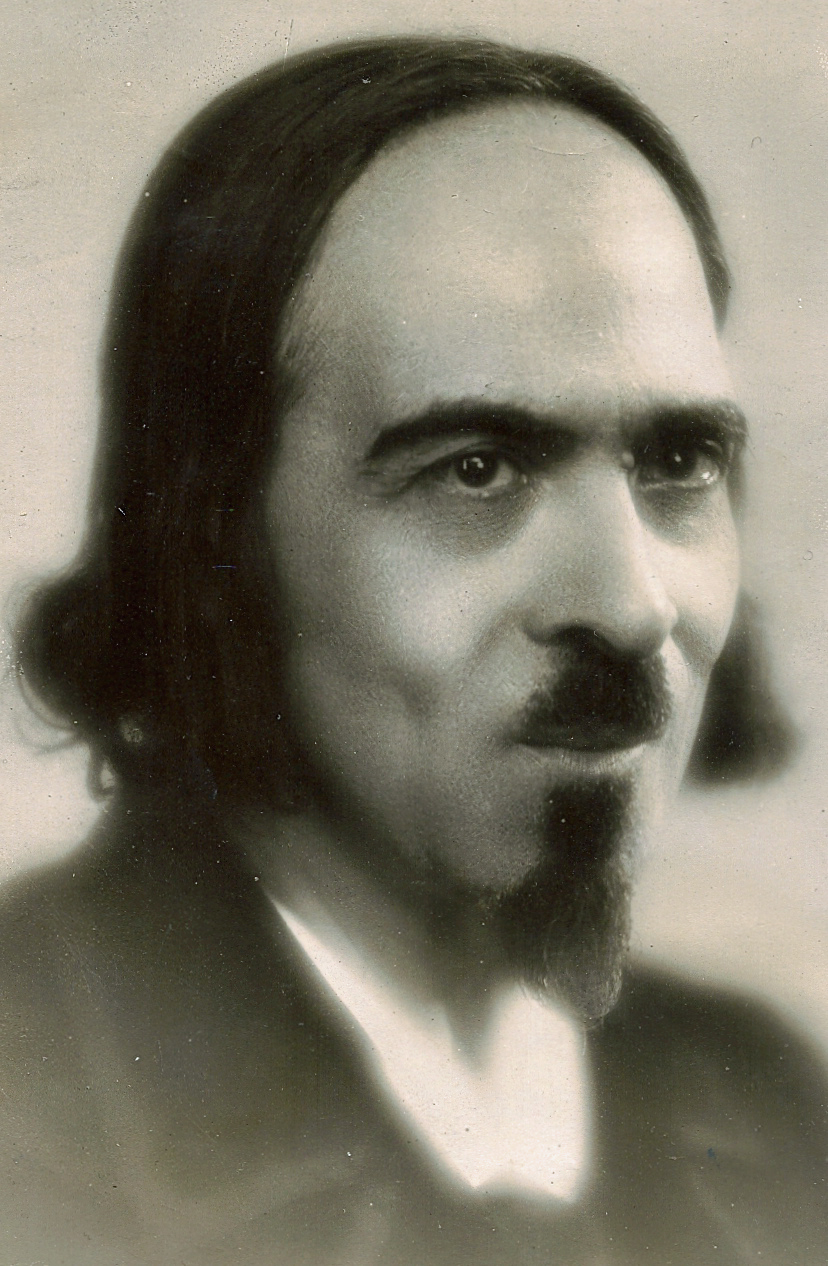
André Suarès

André Suarès (* 12. Juni 1868 in Marseille; † 7. September 1948 in Val d'Oriol bei Marseille), eigentlich Isaac Félix Suarès, war ein französischer Dichter.

## Leben
Von 1912 an war er eine der vier „Säulen“ der Nouvelle Revue Française, zusammen mit André Gide, Paul Claudel und Paul Valéry. 1931 schrieb er Marsiho. In diesem in Paris geschriebenen Werk offenbarte er seine Gefühle für seine Heimatstadt (Marseille).
André Suarès starb 1948 im Alter von 80 Jahren.

## Bibliografie
- Die Fahrten des Condottiere. Kurt Wolff, [München, 1919]

Dichtung
- Lettres d’un solitaire sur les maux du Temps (1899)
- Images de la grandeur (1901)
- Le Livre de l'émeraude (1902)
- Sur la mort de mon frère (1904)
- Xénies (1923)
- Saint-Juin de la Primevère (1926)
- Clowns (1927)
- Marsiho (1931)
- Cirque (1932)
- Le Voyage du condottière (1932); Übers. Franz Blei Eine italienische Reise. Weisse Bücher, Leipzig 1914; wieder: Die Fahrten des Condottiere. Kurt Wolff, München [1919]; wieder: Salzwasser, Paderborn 2012, ISBN 978-3-86444-806-5
- Cité, nef de Paris (1933)
- Le Crépuscule sur la mer (1933), réédition partielle du Livre de l'émeraude
- Temples grecs, maisons des Dieux (1937)
- Cantique des cantiques (1938)
- Passion (1939)
- Paris (1950), posthume
- Rosalinde sur l'eau (1950), posthume
- Le Paraclet (1976), posthume
- Vita-Nova (1977), posthume
- Talisman d'Avila (1980), posthume
- Ce Monde doux-amer (1980), posthume
- Don Juan (1987), posthume
- Landes et marines (1991), posthum
- Provence (1993), posthum
- Rome (1998), posthum

Lyrik
- Éloge d’Homère par Ronsard (1886)
- Airs (1900)
- Bouclier du zodiaque (1907)
- Lais et sônes (1909)
- Amour (1917)
- Sous le pont de la Lune (1925)
- Haïkaï de l'occident (1926)
- Soleil de Jade (1928)
- Poèmes du temps qui meurt (1929)
- Rêves de l’ombre (1937)
- Antiennes du Paraclet (1976), posthum
- Caprices (1977), posthum
- Poétique (1980), posthum

Theaterstücke
- Les Pèlerins d’Emmaüs (1893)
- La Tragédie d’Élektre et Oreste (1905)
- Cressida (1913); deutsch: Cressida. Übers. Stefan Zweig, Erwin Rieger. E. P. Tal, Leipzig 1920
- Les bourdons sont en fleur (1917)
- Polyxène (1925)
- Hélène chez Archimède (1949), posthume
- Minos et Parsiphaé (1950), posthume
- Ellys et Thanatos (1978), posthume

Kritik
- Tolstoï (1899)
- Wagner (1899)
- Le portrait d'Ibsen (1908)
- Visite à Pascal (1909)
- Tolstoï vivant (1911) - réédition enrichie de l'édition de 1899
- Dostoïevski (1911); deutsch Dostojewski. Übers. Franz Blei. Kurt Wolff, München  [1921]; wieder Salzwasser-Verlag, Paderborn 2011, ISBN 978-3-8460-0051-9
- Trois Hommes : Pascal, Ibsen, Dostoïevski (1913)
- François Villon (1914)
- Chroniques de Caërdal : Portraits (1914); deutsch: Portraits. Übers. Otto Flake. Drei Masken, München 1922
- Péguy (1915)
- Cervantès (1916)
- Poète tragique : portrait de Prospero - sur Shakespeare (1921)
- La Bièvre, Delvau, Huysmans, Mithouard (1922)
- Puissance de Pascal (1923)
- Stendhal, Verlaine, Baudelaire, Gérard de Nerval et autres gueux (1923)
- Goethe le grand Européen (1932); wieder Klingsieck, Paris 1990, ISBN 2-86563-272-5
- Portraits sans modèle (1935)
- Trois Grands Vivants, Cervantès, Tolstoï, Baudelaire (1937)

Essays und Schmähschriften
- Chroniques du Lieutenant X (1900)
- Voici l’homme, (1906)
- Sur la vie Tome I (1909), Tome II (1910), Tome III (1912)
- De Napoléon (1912)
- Idées et Visions (1913)
- Chroniques de Caërdal : Essais (1913)
- Commentaires sur la guerre des boches : Tome I, Nous et eux (1915), Tome II, C'est la guerre (1915), Tome III Occident (1915), Tome IV, La nation contre la race, la fourmilière (1916), Tome V La nation contre la race, République et barbares (1916)
- Remarques (1917–18)
- Tombeau de Jean Letellier, un jeune soldat de la grande guerre (1920)
- Debussy (1922)
- Présences (1925)
- Musique et poésie (1928)
- Variables, (1929)
- Le martyre de Saint-Augustin (1929)
- Musiciens (1931)
- Vues sur Napoléon (1933)
- Vues sur l’Europe (1936)
- Valeurs, (1936)
- Remarques
- Présentations de la France 1940-44 (1951), posthume
- Pour un portrait de Goya (1983), posthume
- Âmes et visages (1989), posthume
- Portraits et préférences (1991), posthume
- Idéées et visions (2002), posthume - anthologie coll. Bouquins Tome I
- Valeurs (2002), posthume - anthologie coll. Bouquins Tome II

Briefe
- Correspondance avec Paul Claudel (1951)
- Correspondance avec Romain Rolland (1954)
- Ignorées du destinataire (1955)
- Correspondance avec Antoine Bourdelle (1961)
- Correspondance avec Charles Péguy (1961)
- Correspondance avec André Gide (1963)
- Correspondance avec Georges Rouault (1969)
- Correspondance avec Jacques Copeau (1982)
- L'art et la vie, correspondances diverses (1984)
- Correspondance avec Yves Le Febvre (1986)
- Correspondance avec Jean Paulhan (1987)
- Le Condottière et le Magicien, correspondance avec Jacques Doucet (1994)
- Andre Gide - André Suarès. Correspondance 1908 – 1920. Gallimard, 2003